# Tanjung Dalam (Tanah Abang)
Tanjung Dalam is een bestuurslaag in het regentschap Muara Enim van de provincie Zuid-Sumatra, Indonesië. Tanjung Dalam telt 640 inwoners (volkstelling 2010).